# Cirrostrato
Un cirrostrato (in latino cirrostratus, abbreviazione Cs) è una nube della stessa natura dei cirri, ma formata da un velo continuo, traslucido, che copre totalmente o parzialmente il cielo.
Il suo spessore è molto limitato e il suo colore è normalmente biancastro e lattiginoso; talvolta è possibile intravedere una trama fibrosa. Nel caso in cui lo spessore sia ridotto ad un velo e la copertura si estenda a tutto il cielo visibile il cirrostrato risulta difficile da discernere, attenuando solamente il colore azzurro del cielo di giorno o rendendo lattiginoso il cielo di notte. In questo caso si può anche parlare di velo. Il cirrostrato si colora di tinte cangianti che variano dal giallo al rosso, sia durante ed immediatamente prima dell'alba sia durante ed immediatamente dopo il tramonto.
Il cirrostrato è formato da cristalli di ghiaccio ad un'altitudine compresa tra 6000 m e 12000 m. È spesso accompagnato da altre nubi stratiformi quali gli altostrati a medie altitudini e i nembostrati e gli strati a basse altitudini.
La formazione di un cirrostrato può avvenire per condensazione e successiva cristallizzazione di vapore proveniente dagli strati più bassi dell'atmosfera oppure dalla progressiva estensione di cirri quali il Cirrus fibratus in condizioni di vento debole; in questo caso la formazione del cirrostrato è dovuta all'avanzamento di un fronte. Al cirrostrato non è associato nessun tipo di precipitazione.

## Specie
Questo genere di nube presenta solo due specie, di seguito riportate insieme alla relativa abbreviazione:
- Cirrostratus fibratus (Cs fib)
- Cirrostratus nebulosus (Cs neb)

## Varietà
- Cirrostratus duplicatus (Cs du)
- Cirrostratus undulatus (Cs un)

Il cirrostrato è spesso accompagnato, in presenza del Sole o della Luna, da un alone e, più raramente, da fenomeni ottici associati a quest'ultimo.

## Galleria d'immagini

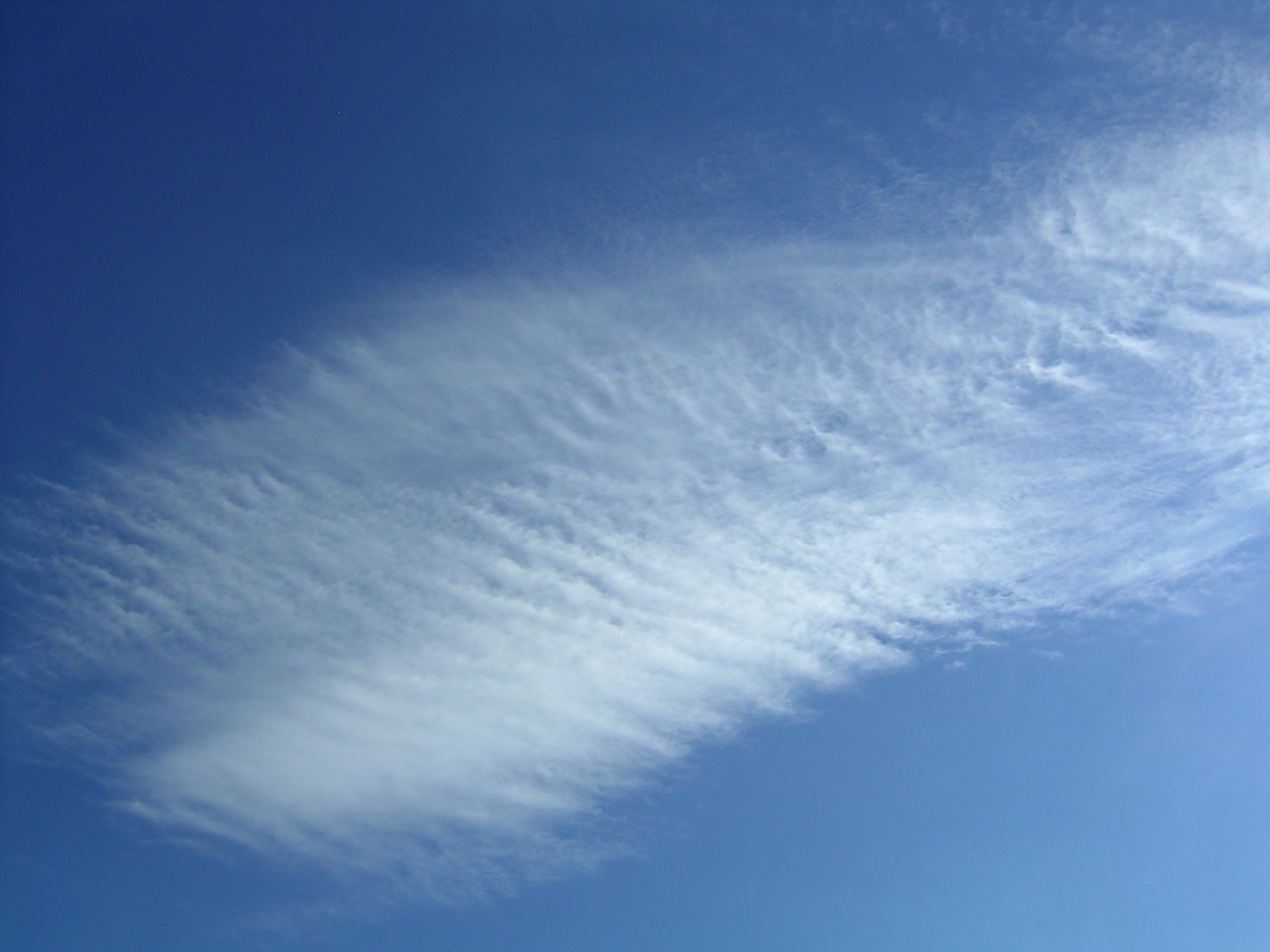
Cirrostrato ondulato
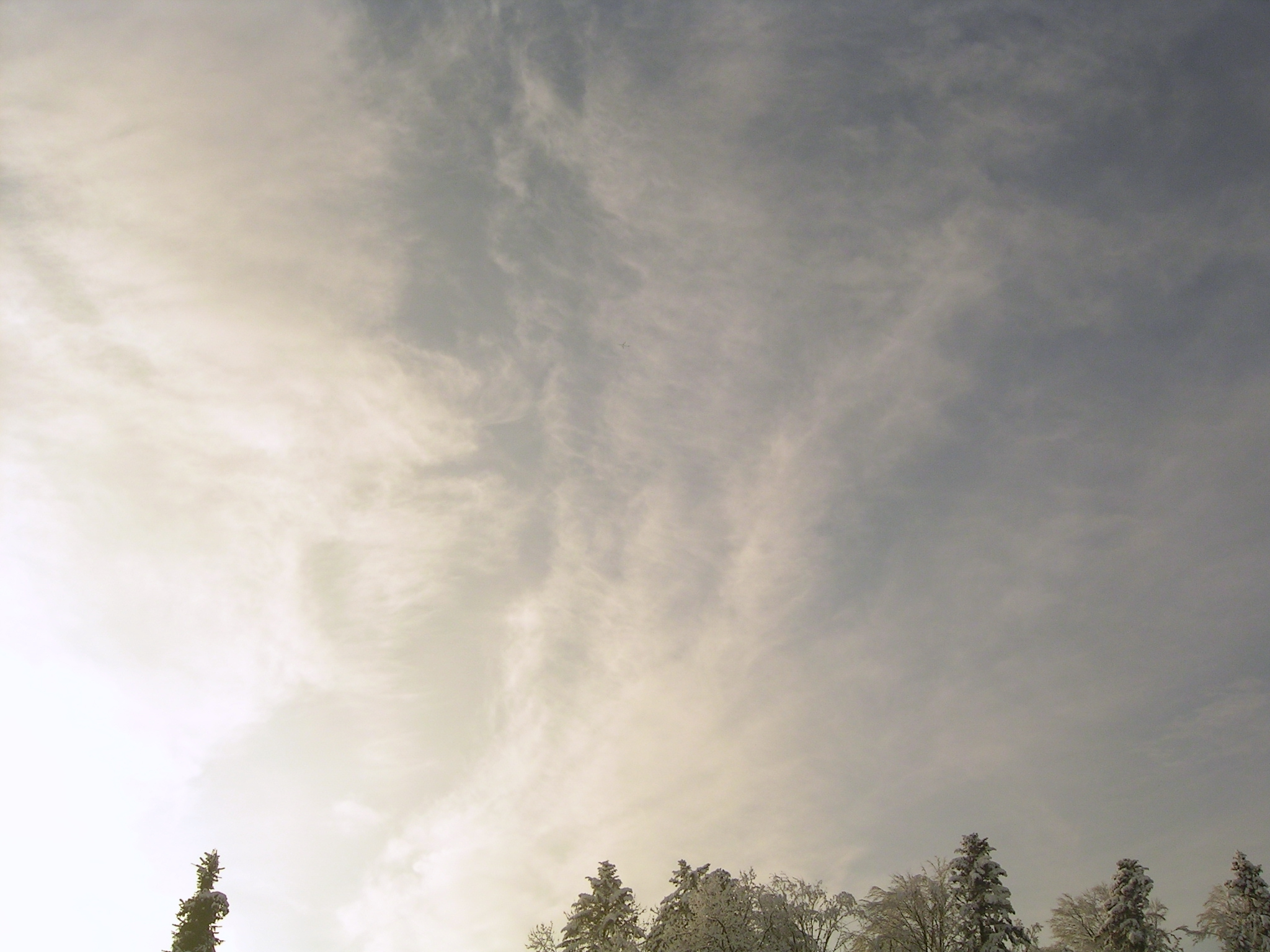
Cirrostrato stratiforme
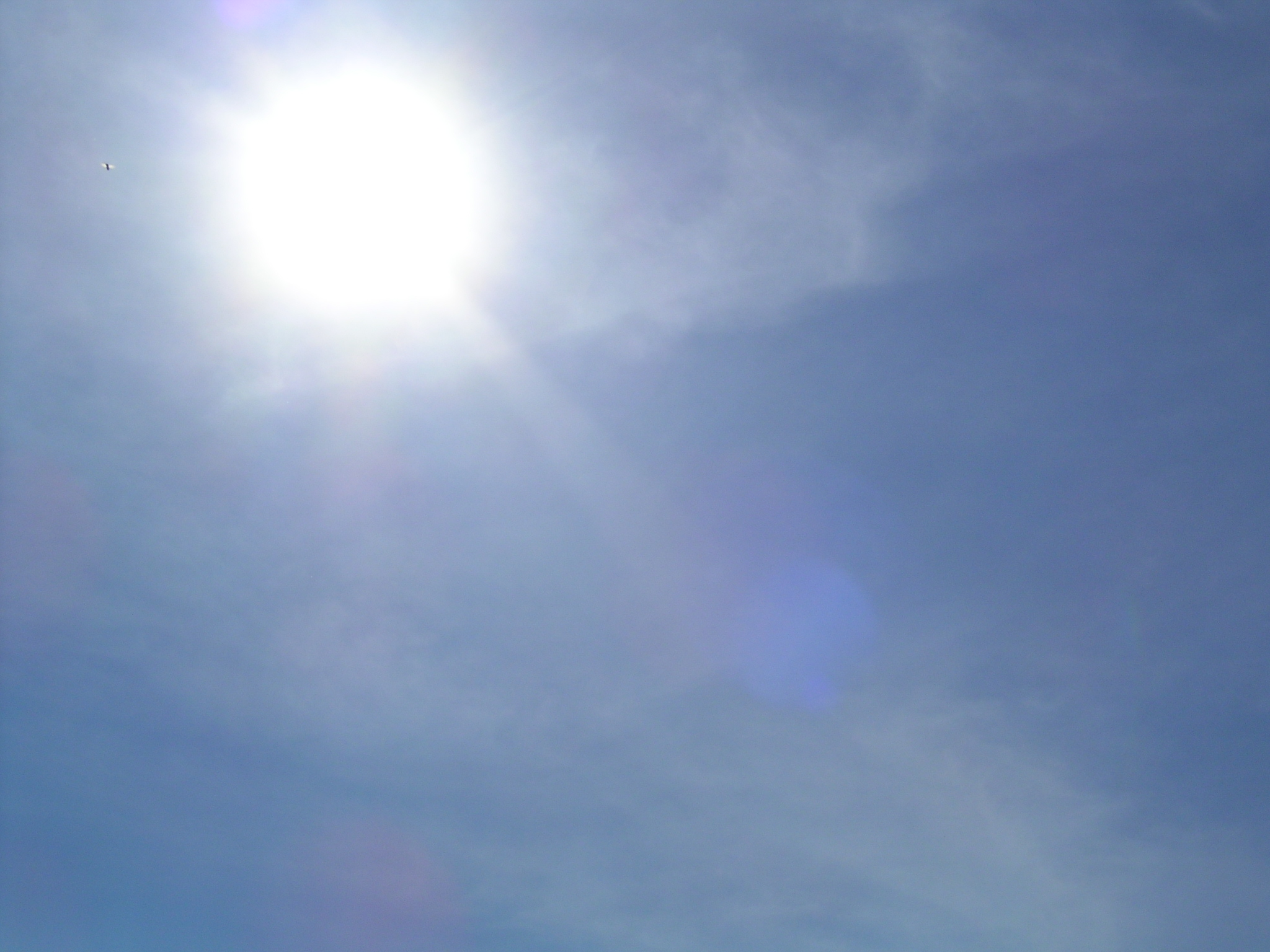
Cirrostrato
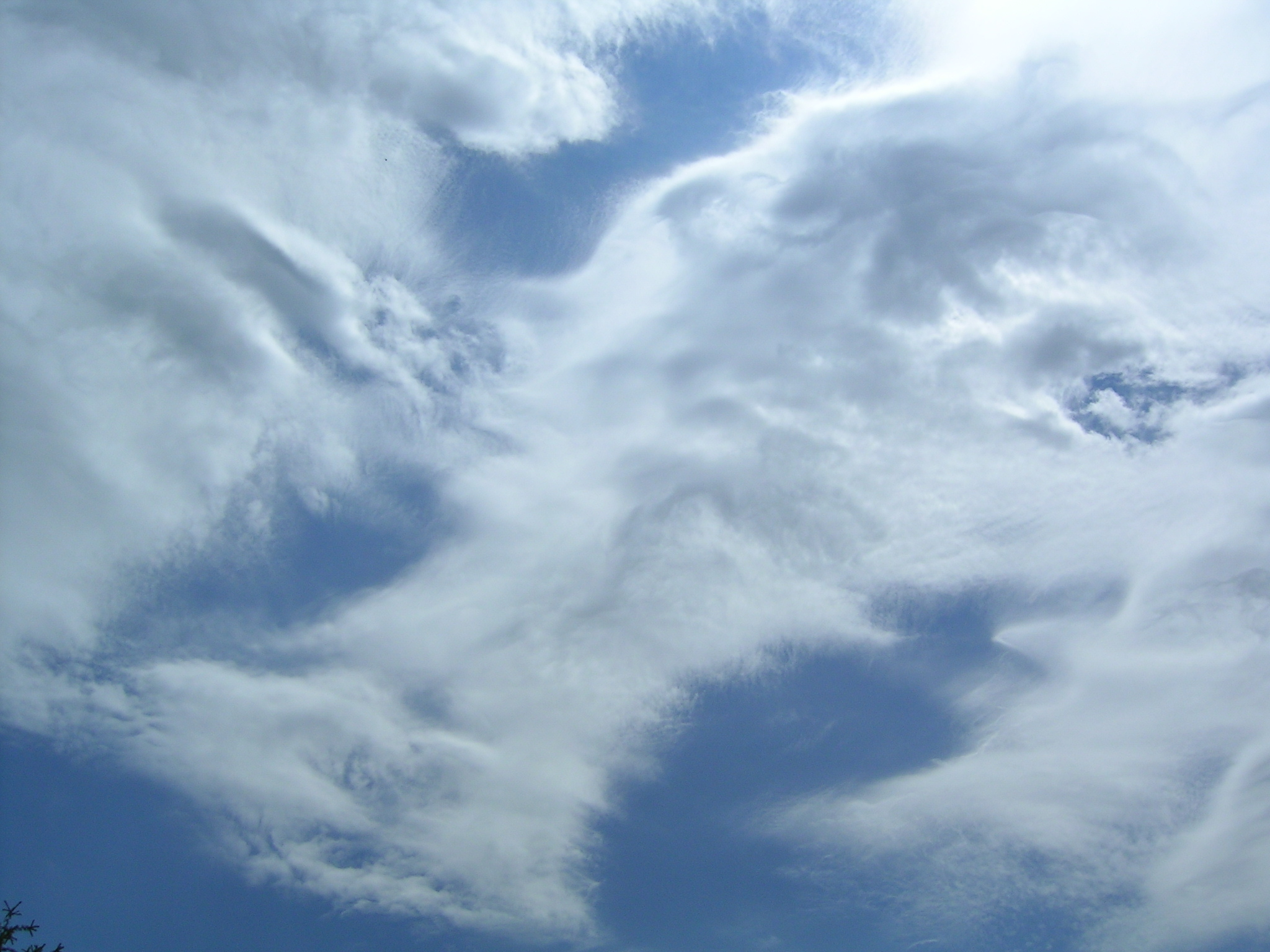
Curioso cirrostrato